# Evangelický kostel ve Visle
Evangelický kostel sv. Petra a sv. Pavla ve Visle-Centru (polsky Kościół ewangelicki św. Piotra i św. Pawła w Wiśle Centrum) je jedním z luterských tolerančních kostelů na Těšínsku.
Po vydání tolerančního patentu si evangelíci ve Visle (okres Těšín) vybudovali v roce 1782 nejprve dřevěnou modlitebnu. Stavba zděné trojlodní klasicistní modlitebny probíhala v letech 1833–1838. Po získání rovnoprávnosti si evangelíci přistavěli k modlitebně věž, která byla posvěcena roku 1863. Roku 1885 byl exteriér kostela poškozen požárem. Protože v důsledku požáru nebylo možno opravit věž, byla celá stržena a vystavěna znovu; posvěcení nové věže se uskutečnilo roku 1886. Roku 1935 byl kostel elektrifikován.

## Galerie

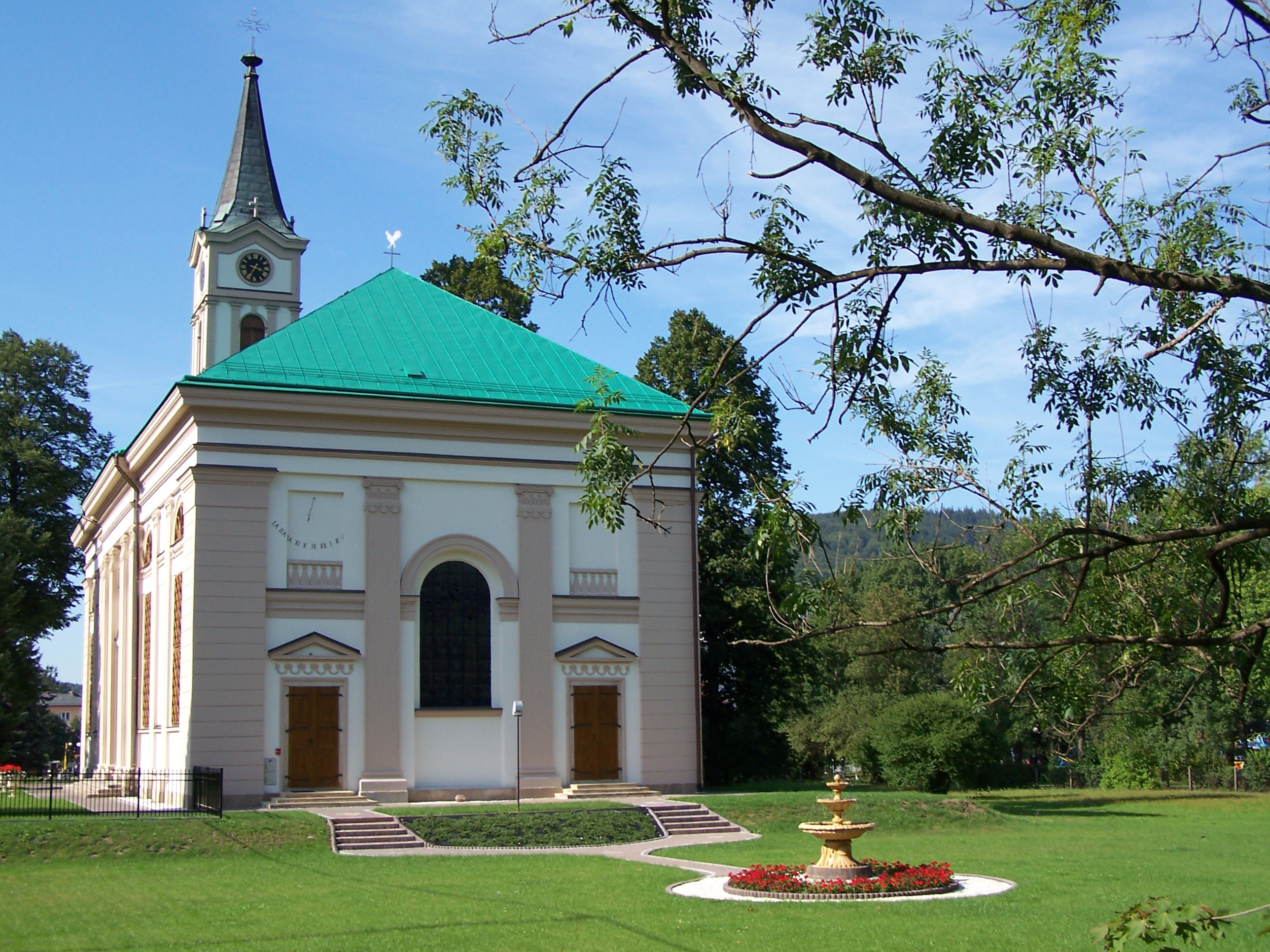
Pohled na presbytář kostela
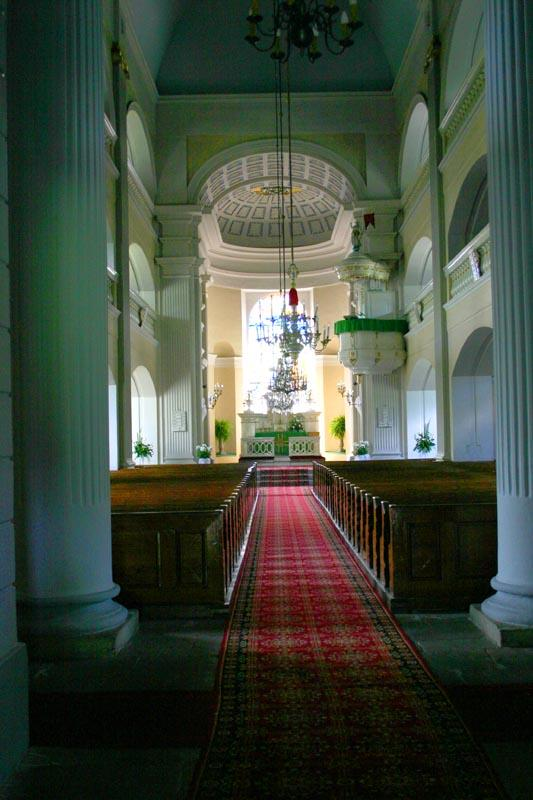
Interiér kostela
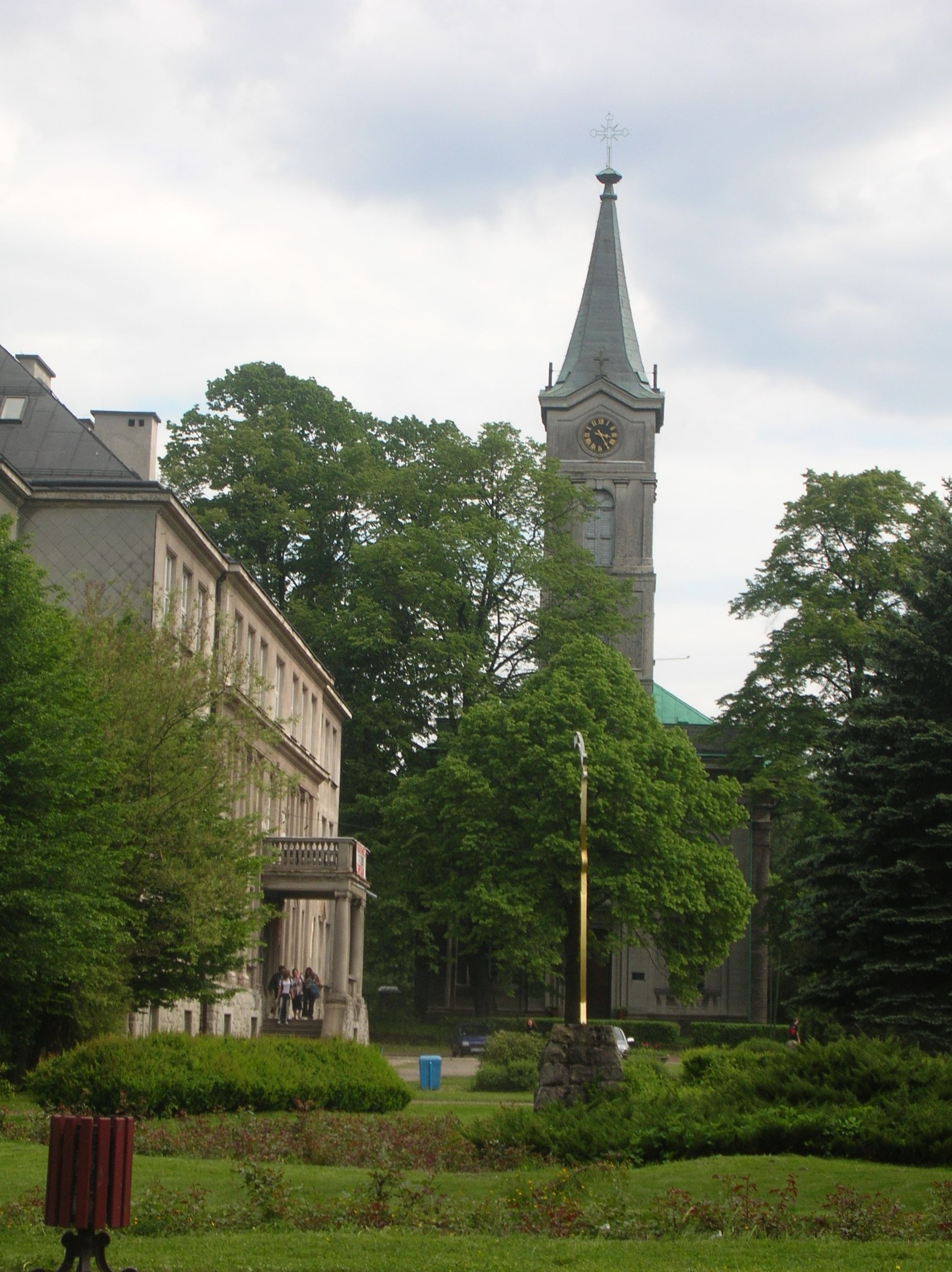
Kostel a škola
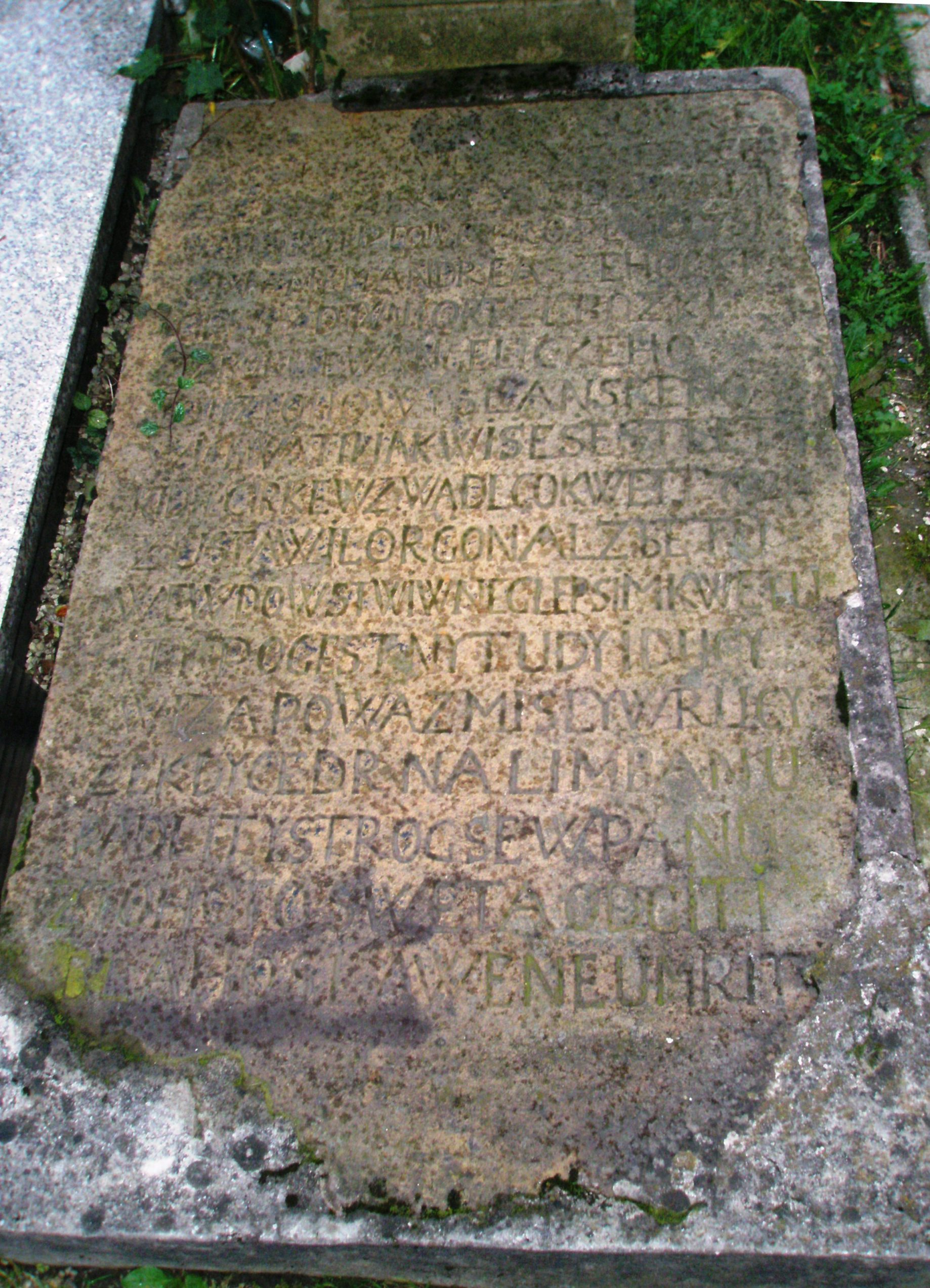
Hrob pastora Lehotského